# 遠淵村
遠淵村（とおぶちむら）は、日本の領有下において樺太に存在した村（指定町村）。
遠淵という地名は、アイヌ語の「トウ・プツ」（湖の口）に由来。

## 概要
- 亜庭湾東岸に位置していた。
- 村内には遠淵湖があり水深が深いことで知られた。

## 歴史
- 1929年（昭和4年）4月1日 - 長浜郡長浜村の一部が分立して発足。大泊支庁が管轄。
- 1929年（昭和4年）7月1日 - 樺太町村制の施行により二級町村となる。
- 1942年（昭和17年）11月 - 所属郡が大泊郡に、管轄支庁が豊原支庁にそれぞれ変更。
- 1943年（昭和18年）4月1日
  - 「樺太ニ施行スル法律ノ特例ニ関スル件」（大正9年勅令第124号）が廃止され、内地編入。
  - 指定町村となる。
- 1945年（昭和20年）8月22日 - ソビエト連邦により占拠される。
- 1949年（昭和24年）6月1日 - 国家行政組織法の施行のため法的に樺太庁が廃止。同日遠淵村廃止。

## 村内の地名
| 大字「遠淵」 - 遠淵 - 野月（のづき） - 六軒屋（ろっけんや） - 遠淵沢（とおぶちざわ） | - 茂志利（もしり） - 内音（ないおん） - 胡蝶別（こちょうべつ） - 本流沢（ほんりゅうざわ） |

（）

## 地域

### 教育
以下の学校一覧は1945年（昭和20年）4月1日現在のもの。
- 樺太公立遠淵国民学校
- 樺太公立遠淵沢国民学校
- 樺太公立胡蝶別国民学校
- 樺太公立内茂国民学校